# Gare du Cateau
Gare du Cateau vasútállomás Franciaországban, Le Cateau-Cambrésis településen.

## Vasútvonalak
Az állomást az alábbi vasútvonalak érintik:
- Creil–Jeumont-vasútvonal
- railway line Laon to Le Cateau
- railway line Prouvy - Thiant to Le Cateau

## Kapcsolódó állomások
A vasútállomáshoz az alábbi állomások vannak a legközelebb:
- Gare de Saint-Quentin
- Gare de Busigny
- Gare d’Ors
- Gare d’Aulnoye-Aymeries